# فیلیپ اسکلیتر
فیلیپ لاتلی اسکلیتر FRS FRGS  (۴ نوامبر ۱۸۲۹ – ۲۷ ژوئن ۱۹۱۳) وکیل و جانورشناس انگلیسی بود. در جانورشناسی، او یک پرنده‌شناس خبره بود و مناطق اصلی وحشی جغرافیایی جهان را شناسایی کرد. او به مدت ۴۲ سال، از ۱۸۶۰ تا ۱۹۰۲، دبیر انجمن جانورشناسی لندن بود.

## جانورانی که به نام اسکلیتر نام‌گذاری شده‌اند
لمور سیاه چشم‌آبی (لمور اسکلیتر) (Eulemur flavifrons)
- طوطیچه نوک‌تیره (نام Psittacula sclateri Gray، ۱۸۵۹، اکنون به عنوان زیرگونه Forpus modestus Cabanis، ۱۸۴۸ در نظر گرفته می‌شود).
- کاکل‌پری اسکلیتر (Lopophorus sclateri)
- پنگوئن راست‌کاکل (Eudyptes sclateri)
- کاسیک اکوادوری (Cacicus sclateri)
- چرخ‌ریسوی مکزیکی (Poecile sclateri)
- گوهرمرغ زیردم‌کهری (Doliornis sclateri)
- مورچه‌گیرک اسکیلتر (Myrmotherula sclateri)
- چکاوک اسکلیتر (Spizocorys sclateri)
- شترمرغ شاخدار اسکلیتر (Casuarius sclateri) … در حال حاضر معمولاً با شترمرغ شاخدار کوتوله هم‌نوع در نظر گرفته می‌شود.
- مار دم‌دراز کلمبیایی (Enuliophis sclateri)[۴]